# Manifestations de Ferguson

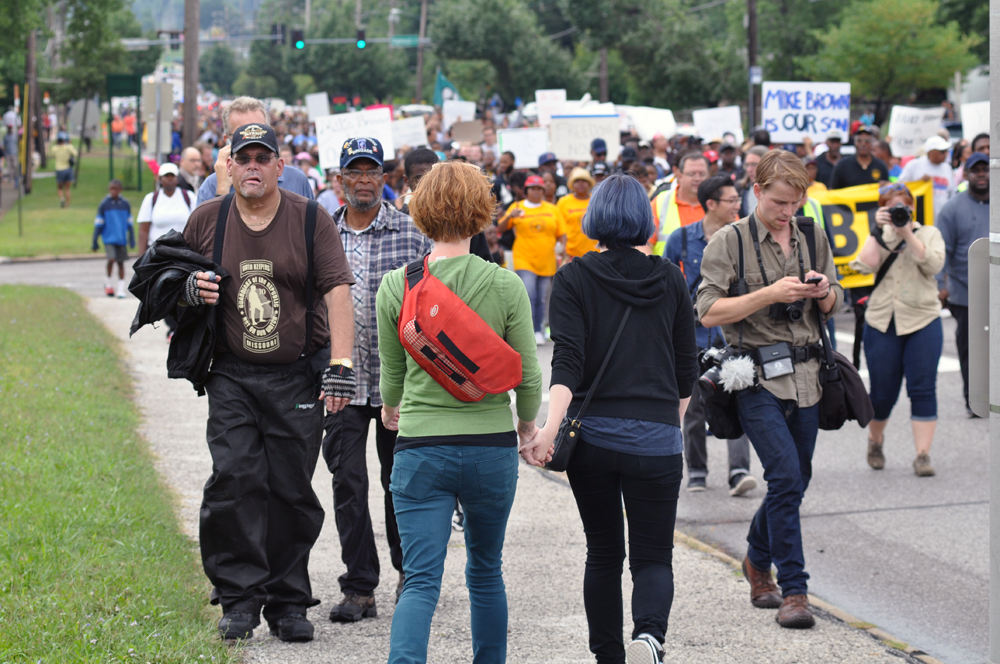
Sixième jour de manifestation.

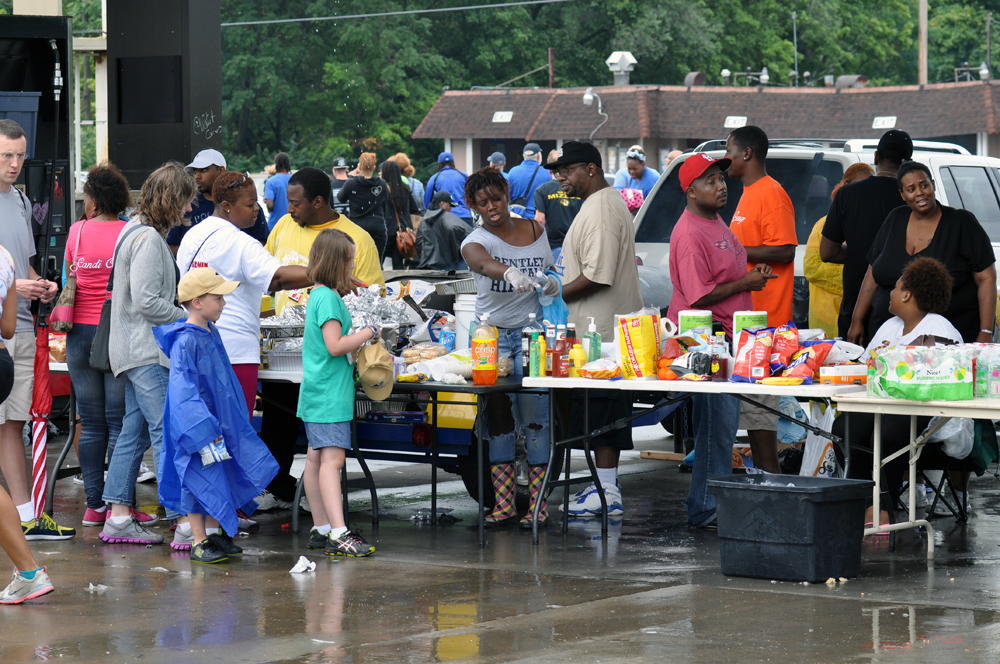
Organisation de repas pour soutenir les manifestants.

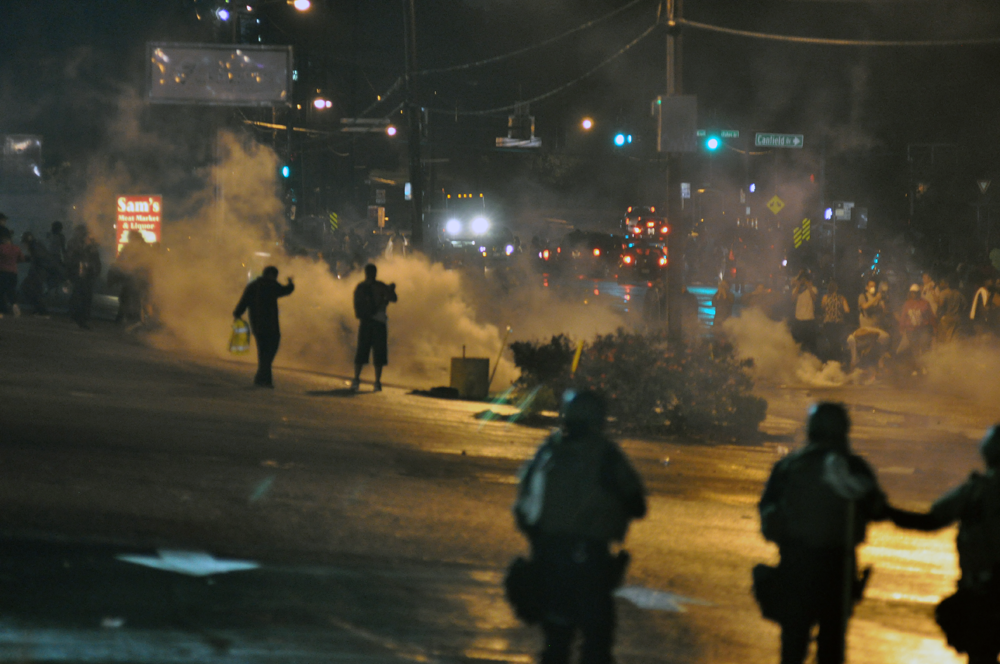
Policiers lançant du gaz lacrymogène lors des émeutes.

Les manifestations de Ferguson sont un ensemble de manifestations pacifiques, mais aussi d'émeutes et de pillages qui ont eu lieu dans la ville de Ferguson, dans l'État du Missouri, aux États-Unis, à la suite de l'affaire Michael Brown. Dans cette affaire qui s'est déroulée à Ferguson le 9 août 2014, un policier blanc, Darren Wilson, a tiré plusieurs fois sur un homme noir de 18 ans, Michael Brown. Les manifestations se sont également étendues à d'autres villes comme Los Angeles ou New York.
Lors de ces manifestations, 160 personnes et 45 journalistes ont été arrêtés, et deux personnes ont été blessées par balles.

## Chronologie

### Août 2014
Le 10 août, un jour de deuil a débuté pacifiquement, mais certains individus sont devenus turbulents après une veillée à la bougie. Les postes de la police locale ont rassemblé 150 agents en tenue antiémeute. Certaines personnes ont commencé à piller les magasins, à vandaliser des véhicules, et à affronter les policiers qui cherchaient à barrer l’accès à plusieurs zones de la ville. Au moins 12 magasins ont été pillés ou vandalisés et un commerce de proximité QuikTrip et une station de service ont été incendiés, conduisant à plus de 30 arrestations. De nombreuses fenêtres ont été brisées et plusieurs commerces de proximité ont fermé ce lundi. Des personnes ont été arrêtées sous le coup d'une inculpation pour agression, cambriolage et vol. La police a utilisé divers équipements, dont du matériel antiémeute et des hélicoptères, pour disperser la foule vers 2 heures du matin. Deux policiers ont souffert de blessures légères pendant les événements.
Le 11 août, la police a lancé du gaz lacrymogène et des balles en caoutchouc pour disperser la foule dans le QuikTrip qui avait été incendié par les pilleurs la nuit précédente. Selon les rapports publiés par CNN et Fort Worth Star-Telegram, des coups de feu ont été tirés à Ferguson et cinq personnes ont été arrêtées,. Certains manifestants ont jeté des pierres aux policiers. La police a répondu par du gaz lacrymogène et des projectiles en sachets (sachet contenant des billes d'acier, placé dans une cartouche et tiré par un fusil ou un lance-grenades) sur les manifestants, y compris sur la sénatrice Maria Chappelle-Nadal.
Le 12 août, plusieurs centaines de manifestants se sont réunis à Clayton, le siège de comté de Saint-Louis où est situé Ferguson, cherchant à porter plainte contre l'agent impliqué dans le meurtre. Des manifestants à Ferguson portent des pancartes et mettent leurs mains en l'air en criant « Don't shoot » (Ne tirez pas). Selon la police, certains manifestants ont jeté des bouteilles aux agents de police, provoquant l'usage du gaz lacrymogène pour disperser la foule. 
Le jour suivant, une équipe du groupe d'intervention d'élite SWAT d'environ 70 agents arrive pour disperser la foule. Durant la nuit, des manifestants jettent des projectiles, dont des cocktails Molotov, la police utilise des grenades fumigènes, des grenades assourdissantes, des balles en caoutchouc et du gaz lacrymogène pour disperser la foule. Un enregistrement vidéo des événements réalisé par KARG Argus Radio montre la police de Ferguson tirant des grenades lacrymogènes dans un quartier résidentiel et ordonnant aux journalistes de cesser de filmer,. Tandis que la police vide un restaurant McDonald's, Wesley Lowery, journaliste au Washington Post et Ryan Reilley, journaliste au HuffPost, sont arrêtés. Les agents ont d'abord demandé aux clients de sortir, leur donnant un compte à rebours de 45 secondes quand ils n'étaient pas assez rapides, puis ont utilisé la force : « Les agents m'ont plaqué contre un distributeur de soda parce que je [m'étais trompé de porte] » témoigne Lowery,. Selon Martin Baron, rédacteur exécutif au Washington Post, l'arrestation de Wesley Lowery n'était absolument pas justifiée et le comportement de la police « était tout à fait injustifié et une atteinte à la liberté de la presse ».
Des journalistes d'Al Jazeera America, dont le correspondant Ash-har Quraishi, qui couvrait les manifestations à Ferguson ce mercredi soir, sont victimes de gaz lacrymogène et visés par des balles en caoutchouc tirées par un policier membre de l'équipe du SWAT,,. L'agent a été enregistré dans une vidéo où il est en train de tourner l'objectif de la caméra vers le sol et de démonter leur équipement. Al Jazeera America fait une déclaration, qualifiant l'incident de « flagrante agression contre la liberté de la presse qui est clairement destinée à avoir un effet paralysant sur notre capacité à couvrir cet événement important ». Le 14 août l'équipe du SWAT régional du comté de Saint-Charles a publié un communiqué de presse déclarant que « l'équipe du SWAT n'a participé à aucune tentative d’empêcher une couverture médiatique » et qu'elle avait aidé les journalistes à déplacer leur matériel à leur demande. Une vidéo brute montre un véhicule marqué clairement « St. Charles County SWAT » en train de rouler en direction des lumières et de la caméra d'Al Jazeera et en train de les démonter.

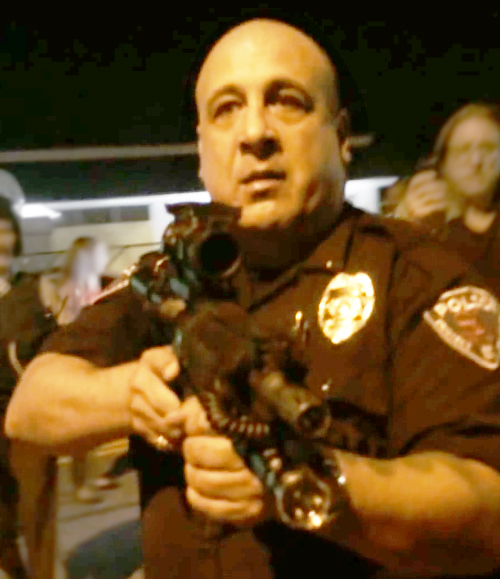
L'officier de police Ray Albers, de Saint Anne, suspendu pour avoir pointé son arme à feu en direction des manifestants pacifiques le 20 août.

Tom Jackson, le chef de la police de Ferguson, a nié toute répression des médias. Le président Barack Obama a déclaré qu'« il n'y avait pas d'excuse pour la police d'utiliser la force contre les manifestations pacifiques, ou de jeter des manifestants en prison pour avoir exercé légalement leurs droits au premier amendement. Et ici, aux États-Unis, la police ne devrait pas harceler ou arrêter des journalistes qui sont seulement en train d'essayer de faire leur travail et de rapporter au peuple américain ce qu'ils ont vu sur le terrain ».

### Octobre 2014
Le 6 octobre, des manifestants interviennent pendant le match hors-compétition de la ligue de Baseball Cardinals-Dodgers Major. Ils sont hués et reçoivent des insultes : « Allez travailler », « Retournez en Afrique ».
Le 13 octobre, jour férié fêté sous le nom de « Jour de Christophe Colomb », est l'occasion pour des clercs de communautés chrétiennes juives et musulmanes de Ferguson de se rassembler pour soutenir les prisonniers des précédentes manifestations et les populations défavorisées. Ils commencent un défilé les bras dans les bras en criant « We Shall Not Be Moved » (Nous ne serons pas déplacés). Environ un millier de personnes s'est ainsi retrouvé à manifester devant le commissariat de police sous le nom du mouvement « Ferguson October ». En signe de protestation contre les agissements de la police locale, et afin de remplir la prison, ils demandent à être arrêtés et mis en prison. Environ 48 personnes sont menottées. Le rassemblement comporte des personnes des États de New York, Géorgie, New Jersey, d'Illinois (Chicago) et de Californie.

### Novembre 2014
Le 17 novembre 2014, quelques jours avant le procès, Jay Nixon, le gouverneur de l'État du Missouri, déclare préventivement l'état d'urgence et appelle en renfort la garde nationale.
Le 24 novembre, la police de la ville du Midwest américain utilise des gaz lacrymogènes pour disperser les manifestants en colère le lundi soir après que le jury a prononcé que l'officier Wilson ne sera pas inculpé pour les faits juridiques qui étaient déposés contre lui. D'autres manifestations et des pillages suivent.

### Décembre 2014
En décembre 2014, à la suite du double meurtre des policiers Ramos et Liu à New-York, des tentatives de réduire le mouvement ont été tentées. Les différents organismes fédérant le mouvement ont alors écrit une lettre à Patrick Lynch, président du PBA, et à l'enquêteur Bratton, leur rappelant que si la mort de ces deux policiers était tragique, il ne fallait pas l'utiliser pour restreindre les manifestants qui réclament justice.

### Mars 2015
Dans la nuit du 11 mars 2015 vers minuit, de nouvelles manifestations ont lieu dans l'ensemble de la ville à la suite de l'annonce de la démission du chef de la police. À la suite d'un accord de séparation mutuel, le chef de la police, Thomas Jackson, devrait recevoir un an de salaire (environ 96 000 dollars US), avec l'assurance santé. La démission devaient être effective le 19 mars. Le Lieutenant Colonel Al Eickhoff déclare reprendre son poste en attendant un remplaçant. D'après un rapport rédigé par Susan Weich du St. Louis Post-Dispatch, il y avait deux ensembles de manifestants, un pacifique, criant des slogans, et l'autre, volatil, en colère, hurlant des insanités à la police, aux médias et aux autres manifestants
Dans les premières heures du matin du 12 mars, deux officiers de polices se font tirer dessus à l’extérieur du poste de police. Approximativement 100 manifestants se trouvent de l'autre côté de la route South Florissant, adjacente au cordon de police. Certains témoins pensent que le tireur était au sommet d'une colline, à approximativement 220 verges anglaises (200 m) du poste de police. Un officier de 41 ans de la section de police du Comté de Saint-Louis (Missouri) a été touché à l'épaule, et un autre de 32 ans de la section de police de Webster Groves a été touché à la joue. Le chef de police du comté de Saint-Louis dit qu'au moins trois coups d'armes à feu ont été tirés parallèlement au sol plutôt qu'en direction du ciel, et que les officiers ont donc bien été pris pour cible,. Une intense chasse à l'homme est alors lancée à l'encontre du ou des responsables de ces tirs.
Le 14 mars, un jeune homme noir, Jeffrey L. Williams, âgé de 20 ans, est arrêté en relation avec ce tir

### Août 2015
Ferguson, Missouri, est de nouveau sur le bord du gouffre le lundi 10 août 2015 au soir, au lendemain d'une cérémonie marquant l'anniversaire de la mort par balle de Michael Brown le 9 août 2015. La ville voit de nouveau des coups de feu et un autre adolescent noir est blessé lors des manifestations.

## Contexte social
Ces manifestations marquent une situation inédite depuis la Seconde Guerre mondiale. La ségrégation raciale aux États-Unis est légalement enterrée en 1967 avec l'arrêt Loving v. Virginia, où la Cour suprême juge anticonstitutionnelles les lois interdisant les mariages mixtes entre individus de couleurs différentes. Mais dans les années 2000 et 2010, le renforcement des écarts s'est accentué, avec une augmentation de la pénalisation et du contrôle policier des populations noires. D'après les informations collectées par le Federal Bureau of Investigation (FBI), en 2012, aux États-Unis, la police a commis 426 « homicides justifiables » (en anglais : « justifiable homicide »), se rapportant à des « criminels tués par la police » (« felons killed by police ») — cela se réfère aux déclarations de policiers stipulant que la personne a été tuée alors qu'elle attaquait une autre personne, ou qu'elle a tenté un combat (« attempted flight »), ou lors de la préparation d'un crime (« in the commission of a crime »), ou lors de résistance à une arrestation (« resisted arrest »). Si 13 % de la population est noire aux États-Unis, 32 % font partie de cette catégorie. De la même façon, lorsque les victimes n'étaient pas en train d'attaquer lorsqu'elles ont été tuées, 39 % sont noires.
L'institution policière du Missouri (une parmi 18 000 aux États-Unis) est majoritairement dominée par des Blancs et les victimes sont majoritairement noires. C'est également un des éléments fédérateurs de ces manifestations.

## Militarisation de la police

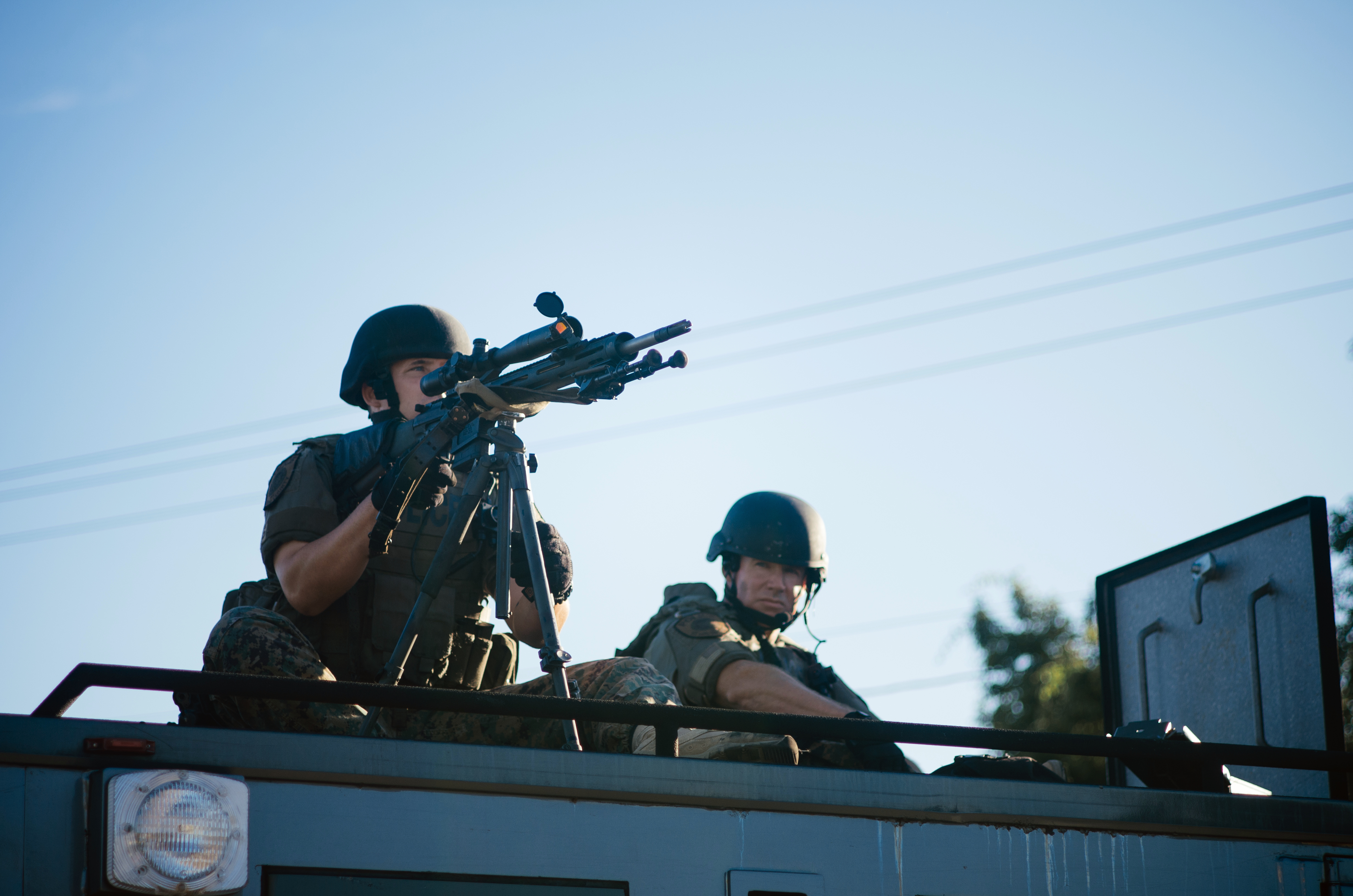
Tireur d'élite sur le toit d'un camion de police lors des manifestations.

En marge des manifestations, les images montrant des policiers équipés de tenues de combat, d'armes de guerre et de véhicules blindés dignes d'un champ de bataille ont fait le tour du monde et frappé l'opinion publique ; en outre, elles ont mis en lumière le Programme 1033, programme du département de la Défense qui organise la cession des surplus militaires aux forces de polices à des tarifs préférentiels.

## «Effet Ferguson»
En 2015, de nombreuses métropoles américaines connaissent une très forte hausse de la criminalité violente, qui atteint les plus de 50 % à Milwaukee, Saint-Louis et Baltimore. Dans ces trois villes, les plus forts pics de violence ont eu lieu après la mort d’un citoyen noir tué par la police. Ainsi, à Baltimore, plus de 50 personnes ont été tuées dans le mois qui a suivi le décès de Freddie Gray lors de son interpellation. Les victimes de ces pics de crimes violents vivent pour la plupart dans les quartiers défavorisés et sont Latinos ou Afro-américains.
Une explication avancée pour ce phénomène, très discutée, serait celle d'un « effet Ferguson », soit le fait qu'après la mise en cause des policiers pour la mort d'un homme noir, ceux-ci hésiteraient désormais à procéder à des interventions, tétanisés à l'idée de devenir les acteurs involontaires de vidéos virales. Ils ne feraient ainsi plus leur travail et il s'ensuivrait une augmentation le taux de criminalité. La thèse est soutenue par certains responsables de police, notamment James Comey, directeur du FBI sous Obama et au début de la présidence Trump, et rejetée par d'autres,.
La thèse est à nouveau très discutée après les protestations consécutives au meurtre de George Floyd, qui sont suivies aux États-Unis d'un très fort pic de la criminalité violente dans de nombreuses villes,.